# Vilhjálmur Finsen
Vilhjálmur Ludvig Finsen (1. april 1823 i Reykjavik – 23. juni 1892 i København) var en islandsk retslærd, sønnesøn af Hannes Finsen, bror til Hannes Finsen og farbroder til nobelpristageren Niels Finsen.

## Karriere
Han fødtes i Reykjavik, hvor faderen var sysselmand og kammerråd, senere overretsassessor Ólafur Hannesson Finsen (1793-1836). Moderen, Marie Nicoline Møller (1803-1886), var købmandsdatter. Efter faderens død (1836) voksede Finsen op hos dennes stedfader, biskop Steingrímur Johnsen, der satte ham i stand til at følge den studerende vej.
Efter 1841 at være dimitteret fra Bessastaðir Skole blev han juridisk kandidat fra Københavns Universitet 1846. To år efter besvarede han Universitetets prisopgave ("Familieforholdets retslige Betydning efter Grágás", i Annaler for nordisk Oldkyndighed, 1849-50) og vandt guldmedalje. Herved kom Finsen, under påvirkning af daværende professor A.F. Krieger, ind på den videnskabelige bane, og han helligede sig nu til studiet af den gamle, nordiske, specielt islandske ret. På grund af forskellige ansættelser hindredes han i uafbrudt beskæftigelse dermed: I 1851 udnævntes han til sysselmand på Island, men kom ikke til at tiltræde embedet, da han allerede i april 1852 beskikkedes til landfoged på Island og byfoged i Reykjavik, hvorfra han i 1860 forflyttedes til Viborg som assessor i Landsoverretten. I 1868 udnævntes han til assessor i Den kongelige Landsoverret samt Hof- og Stadsret i København, og i 1871 ansattes han som assessor i Højesteret.
Forinden havde han dog forberedt en udgave af det ene af hovedhåndskrifterne af de gamle islandske love (cod. regius), der dog først blev færdig 1870. Men efter at Finsen var blevet landsoverretsassessor 1868 og 1871 højesteretsassessor i København, kunne han fortsætte sit arbejde, og nu fulgte 1879 en udgave af det 2. håndskrift og 1883 en udgave af enkelte stykker og håndskriftsbrudstykker tillige med et glossar til det hele. Hermed var Finsens fortrinlige udgivervirksomhed afsluttet. Desuden foreligger der fra hans hånd et par særdeles grundige og vidtrækkende afhandling: "Om de islandske Love i Fristatstiden" (i Aarbøger for nordisk Oldkyndighed 1873) og "Om den oprindelige Ordning af nogle af den islandske Fristats Institutioner" (Videnskabernes Selskabs Skrifter, 1888). Her behandledes og drøftedes med en alsidig grundighed og overbevisende klarhed flere særdeles dunkle og omtvistede spørgsmål angående de gamle love og deres oprindelse samt om landets ældste politiske forhold m.m. Herefter ville Finsen gå over til en fuldstændig fremstilling af den islandske rets historie; for uforstyrret at få lejlighed dertil tog han sin afsked 1888, men han blev desværre kun færdig med begyndelsen, før han døde.
Han er begravet på Assistens Kirkegård. Finsen er afbildet efter tegning af Knud Gamborg på xylografiet af Holstebrosagen for Højesteret, 1885. Fotografier.
Finsen besad en ualmindelig klar og skarp begavelse med evne til at trænge til bunds i de vanskelige spørgsmål, han kom til at behandle, med en aldrig svigtende besindighed, sund sans og ædruelighed i forskningen. Som embedsmand var Finsen nidkær og pligtopfyldende som få, og han søgte på alle måder at støtte den nordiske oldtidsvidenskab. Han var medlem af Videnskabernes Selskab fra 1884.

## Udgivelser
Banebrydende for studiet af islandsk retshistorie og derigennem af stor vigtighed til oplysning ikke alene af gammel nordisk, men af germansk retsudvikling, er hans mønsterværdige udgaver af den såkaldte «Graagaas» (Grágás), som var den islandske lovbog i fristatstiden.
- 1852-70 udkom for Det Nordiske Litteratursamfund lovens ene hovedtekst (Det Kongelige Biblioteks håndskrift eller Konungsbók) med tilhørende dansk oversættelse.
- 1879 for Kommissionen for det Arnamagnæanske Legat udkom den anden hovedtext (Staðarhólsbók).
- 1883 udkom en række enkelte, fra andre håndskrifter hentede dele af «Graagaas», særlig dennes kristenret.
- 1873 udkom Finsens næste større afhandling: "Om de islandske love i Fristatstiden" (Aarbøger for nordisk Oldkyndighed) giver Finsen, med kritisk imødegåelse af afvigende anskuelser, en udtømmende fremstilling af Lovgivningsmyndighedens ordning i Fristatstiden.
- 1888 udkom hans sidste, vigtige arbejde: "Om den oprindelige Ordning af nogle af den islandske Fristats institutioner" (Videnskabernes Selskabs Skrifter, 6. række, hist.og filos. Afd. II, 1,) optaget til fornyet prøvelse den hidtil almindelige opfattelse af den i fristatstiden gældende retsudvikling—yderligere belyst ved forskellige interessante enkeltundersøgelser—og kommer i afgørende henseender til nye resultater.

Ved sine undersøgelser angående oldislandsk retsvæsen har Finsen haft mange vanskelige spørgsmål at klare og givet værdifulde bidrag til forståelsen af forskellige omstridte emner. Hans ovennævnte prisafhandling behandler, efter en indledende udsigt over det islandske samfundsliv i dets hovedinstitutioner og over lovgivningens udvikling, udførlig familierettens to hovedsider, ægteskabsforholdet og ætsforholdet.

## Hæder
- 1848 Københavns Universitets guldmedalje
- 1879 tildelt den juridiske æresdoktorgrad (som en anerkendelse af hans videnskabelige fortjenester)
- 1884 valgt til medlem af det danske Videnskabernes Selskab
- Ridder af Dannebrog 1859, Dannebrogsmand 1878, Kommandør af 2. grad 1884, af 1. grad 1888

## Familie
Vilhjálmur Finsen blev 2. oktober 1851 i Holmens Kirke gift med Caroline Vilhelmine Moberg (9. januar 1818 i København – 22. april 1906 sst., gift 1. gang 1841 med exam. juris, kobbertrykker Peter Christian Nielsen, 1817-1850), datter af kobbertrykker Magnus Svendsen Moberg (død tidligst 1840) og Marie Petersen (død senest 1840). Ægteskabet opløst 1864. I ægteskabet 1 barn:
1. Valgerdur Finsen (1851-1880), gift 1879 med farmaceut Aage Erasmus Bredahl (1850-1915)